# Chapelle des Pénitents noirs de Marseille
Pour les articles homonymes, voir Chapelle des Pénitents noirs.
La chapelle des Pénitents noirs, ou chapelle du Bon-Jésus, située au no 6 de la rue du Bon-Jésus dans le 2e arrondissement de Marseille, en France est classée au titre des monuments historiques en 1931.

## Histoire
Cette chapelle appartenait à la confrérie du Saint-Nom de Jésus surnommée « les Bourras » à cause de l'habit en bure porté par leurs membres. Cette confrérie est fondée le 27 juin 1591 par douze marseillais pieux au premier rang desquels se trouvait Antoine Mascaron. Ce dernier est expulsé après l'assassinat de Charles de Casaulx.
La confrérie comprenait soixante-douze membres ayant pour mission de consoler les condamnés à mort, de les assister au moment de l'exécution et de les ensevelir. Pour entrer dans la confrérie il fallait « avoir au moins dix-huit ans, être homme de bien et de bonnes renommées, point cabaretier, tavernier, renieur, blasphémateur, paillard, concubinaire, contrevenant aux lois de Dieu et de l'Église, à moins qu'on ne fasse connaître la ferme volonté de se corriger ». À dater de 1764 les pénitents se vouèrent aussi à l'ensevelissement des forçats morts à l'hôpital de l'arsenal des galères.
La chapelle est construite en 1597. Saisie à la Révolution, elle est désaffectée, sert d'entrepot pour les objets en provenance de diverses églises et devient tribunal révolutionnaire en 1793. Elle est vendue aux enchères en 1802. Le 24 octobre 1816 la chapelle tombant en ruine est rachetée par les bourras qui la rendent à sa destination première.
Le 18 juillet 1892, la confrérie des pénitents noirs fusionne avec celle des Bourras ; la nouvelle confrérie adopte le costume des pénitents noirs et s'installe dans la chapelle des Bourras qui prend alors le nom de chapelle des pénitents noirs. Pendant la seconde guerre mondiale, sous l'impulsion de son vice-recteur L. Preyre, la compagnie des pénitents noirs attire un groupe de jeunes confrères et tirant parti de sa fonction traditionnelle de visiteur de prison communique avec les résistants arrêtés. Peu après la Libération, Preyre organise le pèlerinage des pénitents noirs à la Basilique Notre-Dame-de-la-Garde. Le dernier prieur de la chapelle sera L. Fontanier qui veille sur la chapelle jusqu'à sa mort en 1960, l'ouvrant au culte et à quelques cérémonies. Il aura la prudence de laisser les collections de la chapelle au musée du Vieux Marseille et au Musée du Terroir Marseillais de Château Gombert.
Après l'extinction de la confrérie avec la mort de Fontanier, la chapelle a une destinée mouvementée. En 1968, un Libanais ancien marin Français Libre (naturalisé Français en 1963) y installe un dortoir pour travailleurs nord-africains. Il est expulsé et la chapelle est vendue aux enchères le 12 juillet 1973 au comité du Vieux-Marseille. Les locaux se trouvant dans un état de délabrement avancé dû à divers actes de vandalisme avec vol des boiseries, le comité du Vieux-Marseille ne peut faire face aux travaux de restauration et vend la chapelle à une association qui la rend au culte catholique traditionnel après d'importants travaux bénévoles. Elle est desservie par l'abbé Christophe Héry, de l'Institut du Bon-Pasteur.

## Illustrations

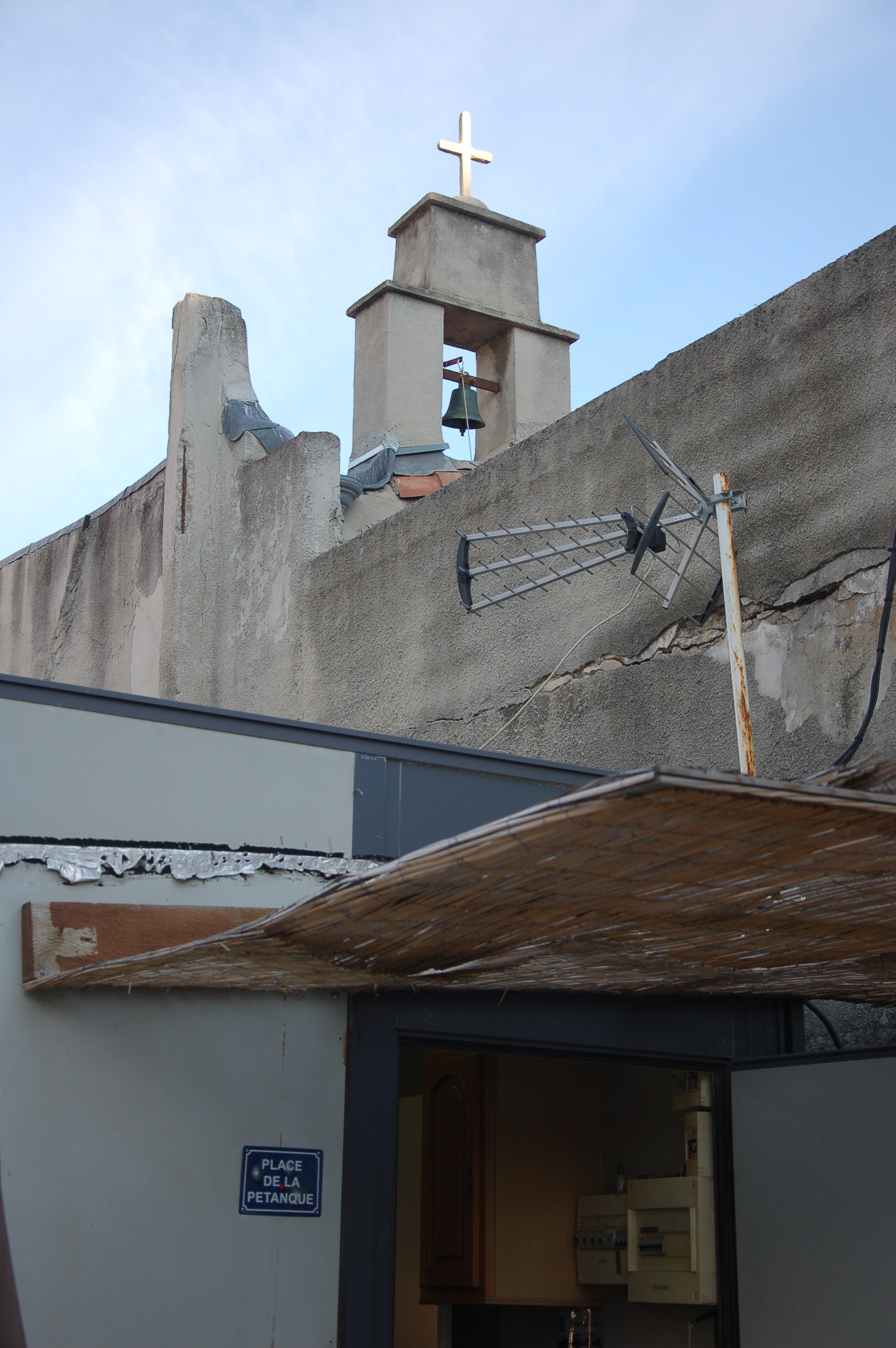
Clocheton de la chapelle du Bon-Jésus de Marseille
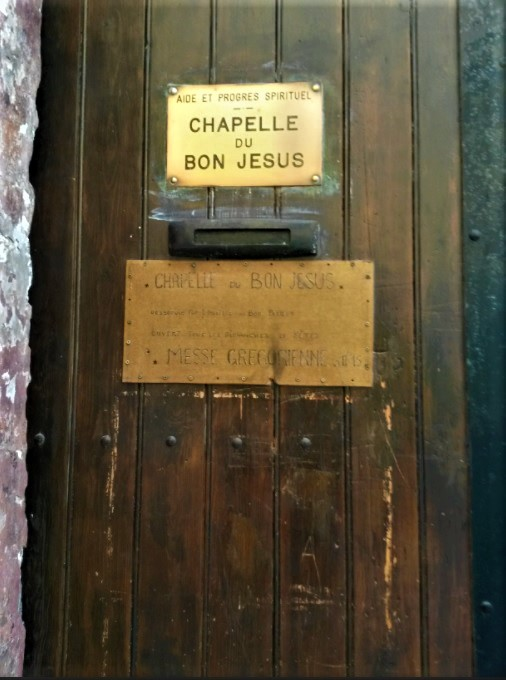
Porte de la chapelle